# Папская греческая коллегия святого Афанасия
Папская греческая коллегия святого Афанасия (итал. Pontificio Collegio Greco Sant'Atanasio, греч. Ποντιφίκιο Ελληνικό Κολλέγιο Αγίου Αθανασίου) — одна из старейших римских коллегий, основанная 3 ноября 1576 года по указанию папы Григория XIII для говорящих на греческом языке и практикующих византийский обряд выходцев с Балканского полуострова и Ближнего Востока, а также итало-греков южной Италии.

## История
Большинство греков, проживавших в горных районах Калабрии и Сицилии, в религиозном отношении были едины с Римом. Хотя их контакты с Византией прервались в результате норманских завоеваний в XI веке, они сохранили верность византийскому обряду и свои обычаи. К XV веку греческое меньшинство почти полностью ассимилировалось, однако иммиграция из Албании не дала этому произойти. В XVI веке греки лишились своих епископов, и с тех пор сохранять свою религиозную идентичность им помогали немногочисленные монастыри, среди которых был знаменитый монастырь Гроттаферрата, и готовящая для них священников Греческая коллегия.
Идея создания этого учебного заведения принадлежала кардиналу Санторио, протектору василиан и первому главы созданной в 1573 году Конгрегации по делам восточных церквей. В 1576 году колледж начал свою работу, а следующем году он был открыт официально буллой папы Григория XIII In Apostolicae Sedis Specula. Тогда же началась постройка здания коллегии и соединённой с ним мостом церкви св.Афанасия .
Как духовная школа, коллегия находилась под попечением пяти кардиналов, затем была передана иезуитам, которые управляли ею до упразднения ордена в 1773 году. По уставу в неё должны были приниматься ученики не моложе 14 лет, однако на практике туда поступали дети в 8–9-летнем возрасте. Срок обучения составлял 8–10 лет. Обучение основывалось на изучении трудов греческих отцов Церкви.
При папе Сиксте V деятельность коллегии была приостановлена и возобновлена в 1591 году при Григории XIV, доверившем управление учебным заведением иезуитам. В течение короткого времени число учащихся возросло до 56, некоторые из них обучались на платной основе.
С 1577 по 1599 гг. в коллегиуме получили образование в общей сложности 125 греков. В 1579 году представитель Патриарха Константинопольского Иоанн Зигомалас направил в Рим письмо, в котором выражал благодарность за создание школы. Патриарх Иеремия II, в свою очередь, в письмах к  папе Григорию XIII высоко оценивал факт учреждения в Риме греческого коллегиума и даже послал туда учиться двух своих племянников.
Преподавателями были иезуиты, регулярные клирики и миряне. Ставший в 1602 году кардиналом-протектором коллегии Джустиниани произвёл настолько радикальные изменения в управлении коллегией, что иезуиты отказались от управления ей, в результате чего коллегия перешла сначала в ведение сомасков, а затем доминиканцев. В 1622 году по просьбе студентов иезуиты вернулись. При Урбане VIII на выпускников была наложена обязанность принести клятву придерживаться византийского обряда, однако на практике она часто нарушалась. В этой коллегии учились ведущие церковные иерархи Русской униатской церкви.
Коллегия была закрыта во время Великой французской революции и оставалась закрытой до 1849 года. Всё это время греки допускались к обучению в коллегии Пропаганды Веры. Лев XIII в 1886 году передал управление коллегией воскресенцам, затем в 1890 году иезуитам, а 1897 году бенедиктинцам. С 1919 года коллегией управляет бельгийская бенедиктинская конфедерация.

## Известные выпускники
- Крижанич, Юрий
- Лев (Слюбич-Заленский)
- Рутский, Иосиф Велямин
- Кревза, Лев
- Аллаций, Лев
- Корсак, Рафаил
- Кишка, Лев
- Феофан Прокопович
- Надсон, Александр
- Аркудий, Пётр

## Коллегиум и Русское Зарубежье
С коллегиумом были связаны священники, работавшие в Русском апостолате в Зарубежье:
- Веригин, Сергий Константинович
- Евреинов, Александр Николаевич
- Дмитрий Владимирович Кузьмин-Караваев
- Грум-Гржимайло, Сергей
- Братко, Николай